# Cắm hoa

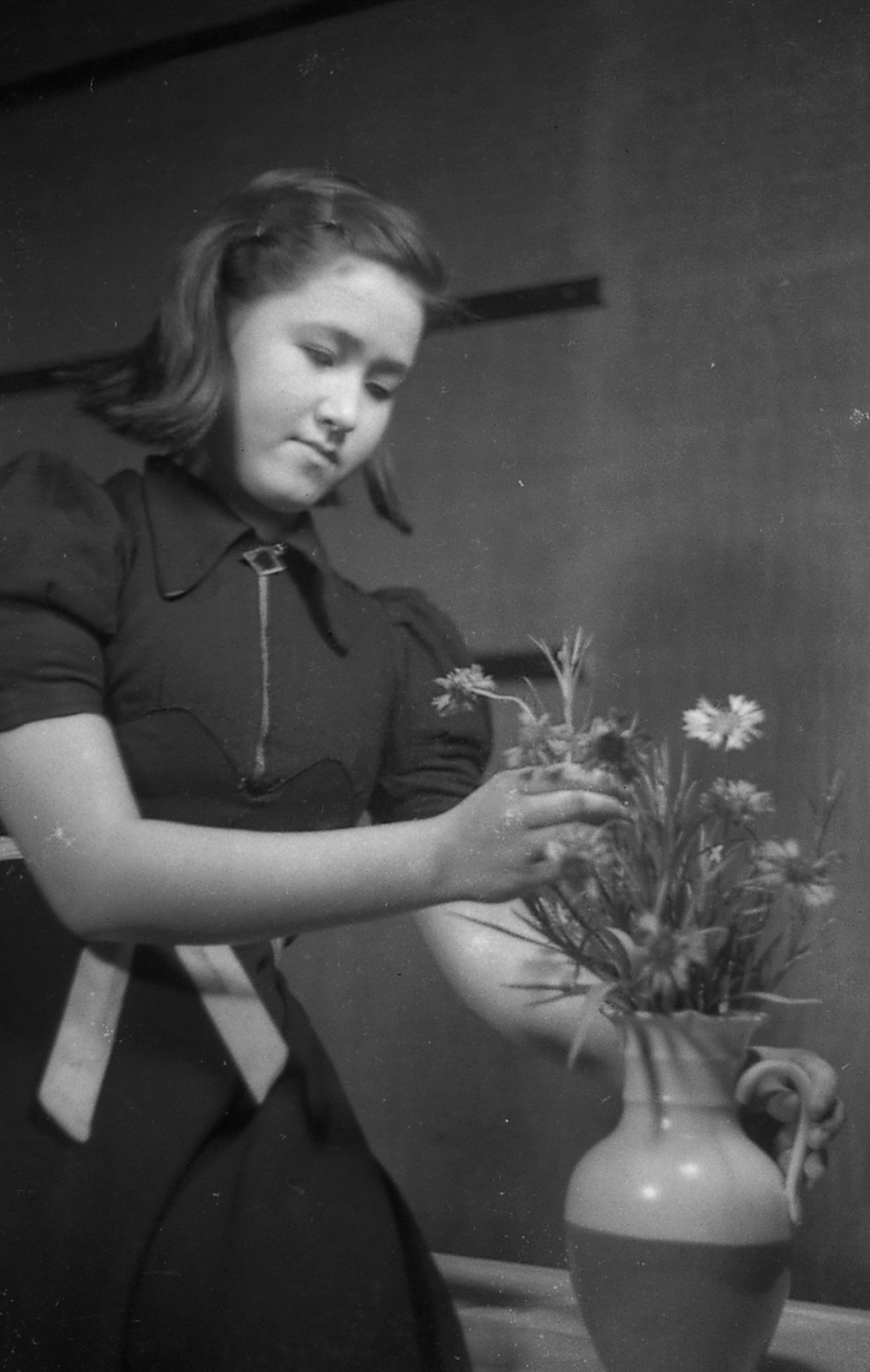
Một người phụ nữ đang cắm hoa ở Tokyo, Nhật Bản vào những năm 1930.

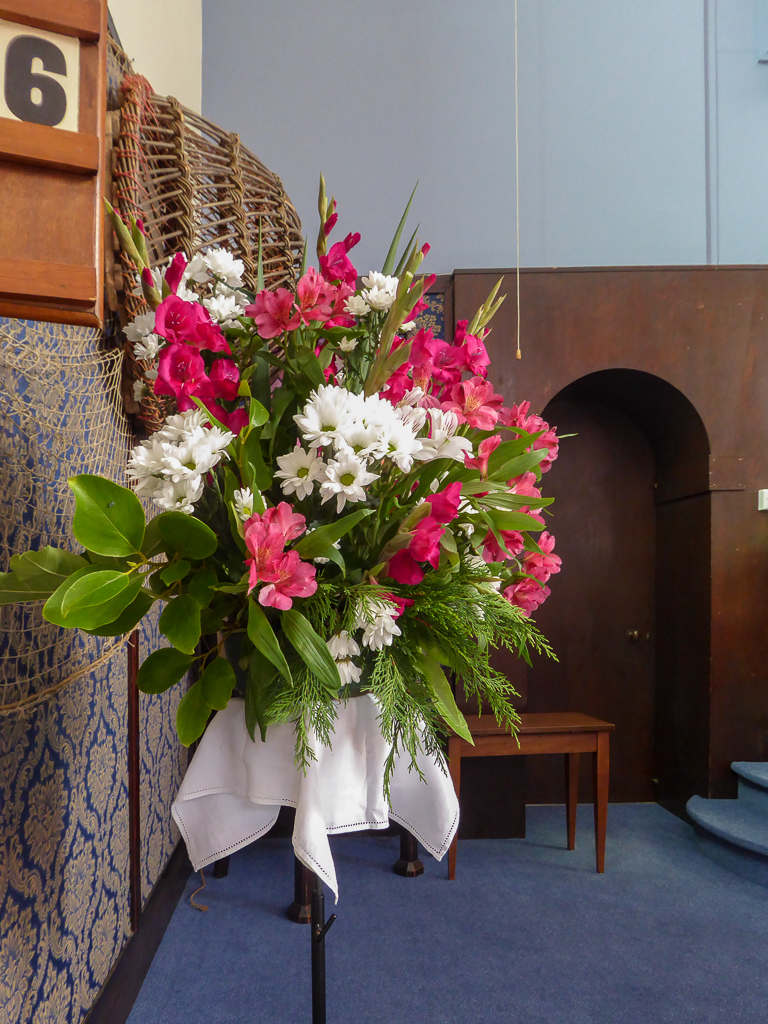
Một tác phẩm cắm hoa được trưng bày tại một nhà thờ ở Beer, Vương quốc Anh.

Cắm hoa là nghệ thuật sử dụng vật liệu thực vật và hoa để tạo ra một bố cục hoa bắt mắt và cân đối. Bằng chứng về cắm hoa đã được tìm thấy từ thời Ai Cập cổ đại. Cắm hoa kết hợp giữa năm yếu tố và bảy nguyên tắc cắm hoa.
Cắm hoa được coi là một phần của ngành hoa nhưng chỉ liên quan đến việc cấm việc sử dụng hoa, hoặc trưng bày hoa. Nó không bao gồm việc tiếp thị, bán hàng, chăm sóc, trồng hoặc giao hoa.
Các kiểu cắm hoa phổ biến trong thiết kế hoa bao gồm cắm hoa trong bình, vòng hoa, bó hoa nhỏ, vòng hoa, dây hoa, hoa cài áo, hoa đeo tay và bó hoa cầm tay.

## Lịch sử
Các phong cách cắm hoa phương Đông, phương Tây và châu Âu đều có ảnh hưởng đến ngành công nghiệp cắm hoa thương mại ngày nay. Cắm hoa phương Tây có đặc trưng là các kiểu cắm hoa cân xứng, không cân xứng, theo chiều ngang và theo chiều dọc. Lịch sử cắm hoa bắt đầu từ thời Ai Cập cổ đại và đã dần phát triển theo thời gian.

### Các nền văn minh cổ đại
Người Ai Cập cổ đại là những người tiên phong trong nghệ thuật cắm hoa. Họ là những người đầu tiên đặt hoa sen và nụ hoa sen vào bình cách đây gần 4.000 năm. Người Ai Cập cũng tạo ra các bó hoa, vòng hoa, mũ đội đầu và vòng cổ. Những cách sắp xếp này thường sử dụng hoa sen và giấy cói, vì chúng được coi là những cây thiêng liêng đối với nữ thần Isis.
Người Hy Lạp và La Mã cổ đại cũng có truyền thống cắm hoa phong phú. Họ cũng tạo ra các vòng hoa và vòng hoa để đeo, cũng như các ngô bao tử (cornucopia) đầy trái cây và rau quả làm đồ dâng cúng tôn giáo.

### Châu Á
Các kiểu cắm hoa của Trung Quốc và Hàn Quốc trước đây và hiện nay vẫn dựa trên triết lý Nho giáo về sự phản chiếu, nguyên tắc bảo tồn của Phật giáo và biểu tượng của Đạo giáo. Các kiểu cắm hoa của Trung Quốc và Hàn Quốc thường sử dụng các bình hoa có chiều cao và hình dạng khác nhau, và sử dụng các yếu tố tự nhiên, chẳng hạn như đá. Người Trung Quốc đã biết cắm hoa từ thời nhà Hán của Trung Quốc cổ đại, từ năm 207 TCN đến năm 220 CN. Hoa là một phần không thể thiếu trong giảng dạy tôn giáo và y học.
Ikebana là phong cách cắm hoa Nhật Bản, kết hợp ba vị trí chính tương ứng với thiên đường, con người và trái đất. Truyền thống ikebana có thể bắt nguồn từ thời Heian (794-1185), khi những lễ vật hoa được đặt trên bàn thờ. Sau đó, những bình hoa được sử dụng để trang trí tokonoma (nóc tủ) của một ngôi nhà truyền thống Nhật Bản. Nữ diễn viên Hollywood, Marcia Gay Harden là một người thực hành ikebana nổi tiếng. Bà bắt đầu học ikebana khi còn nhỏ khi sống ở Nhật Bản và đã xuất bản một cuốn sách về ikebana với các tác phẩm của riêng mình. Mẹ của bà, Beverly Harden, cũng là một người thực hành ikebana. Bà là thành viên của trường Sogetsu và sau đó trở thành chủ tịch của chi hội Ikebana International Washington, DC.

### Châu Âu
Trong thời Phục hưng, các tác phẩm cắm hoa thường mang tính biểu tượng và sử dụng các màu sắc sáng, rực rỡ và tương phản. Các thiết kế có tính đối xứng và kết hợp vật liệu tươi và khô, cũng như trái cây và rau quả. Những tác phẩm cắm hoa này thường có hình tam giác, hình vòm hoặc hình elip. Thời Phục hưng, Ý đã góp phần thổi vào nghệ thuật cắm hoa ở châu Âu một luồng sinh khí mới. Trong thời kỳ này, nhiều phong cách cắm hoa khác nhau đã bắt đầu phát triển. Đến thế kỷ 15 và 16, cắm hoa đã trở nên phổ biến và nhiều loại vật liệu khác nhau đã được sử dụng để làm bình đựng hoa, bao gồm đá cẩm thạch, thủy tinh Venice và đồng điếu.
Trong cắm hoa kiểu Pháp, các tác phẩm thường sử dụng các màu pastel nhẹ nhàng. Các tác phẩm cắm hoa thường nhẹ nhàng và thoáng khí, và nhấn mạnh vào vẻ đẹp riêng biệt của từng bông hoa, hơn là toàn bộ tác phẩm cắm hoa. Các tác phẩm cắm hoa có hình bán bầu dục, mềm mại và thoáng khí, có thiết kế nữ tính, đối xứng và không có điểm nhấn. Chúng nhấn mạnh nhịp điệu với các đường cong, đường thẳng và nét hoa văn của vật liệu thực vật.
Cắm hoa kiểu Anh dựa trên sự đa dạng của các loại vật liệu thực vật có sẵn trong các khu đất và vùng nông thôn. Hầu hết các tác phẩm cắm hoa trong các thời kỳ khác nhau đều là những tác phẩm trang trọng, thường có hình tam giác và đối xứng.

### Châu Mỹ

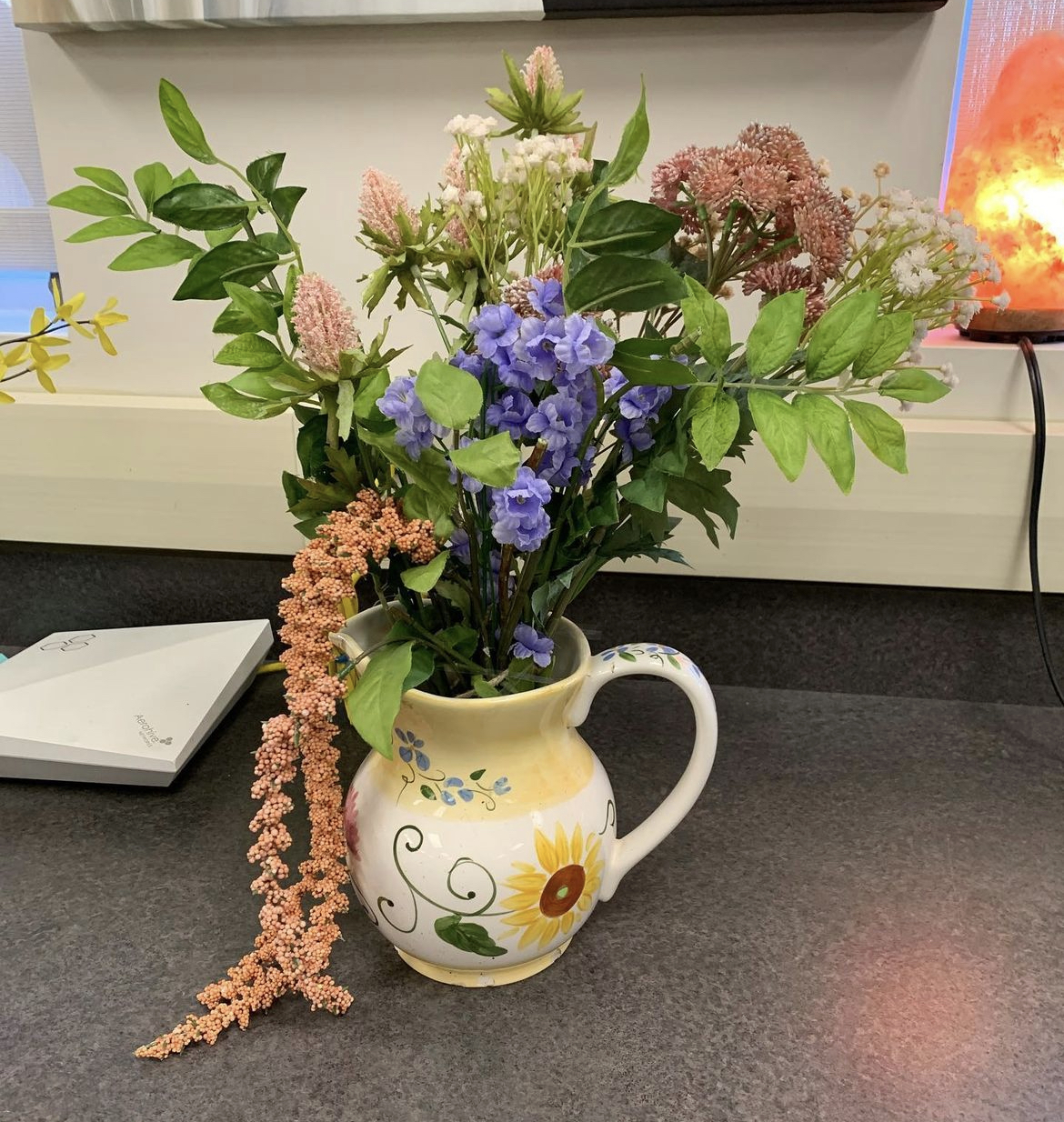
Một tác phẩm cắm hoa thời kỳ thuộc địa Mỹ được tái hiện bằng hoa tổng hợp.

Tại châu Mỹ, trong thời kỳ thuộc địa (1607-1699), các tác phẩm cắm hoa được tạo ra bằng cách sử dụng hoa dại, cỏ và vỏ hạt thu thập được. Những tác phẩm cắm hoa này phản ánh lối sống đơn giản, giống như những người thực dân đầu tiên đặt chân đến cùng đất này. Sau đó, cắm hoa kiểu Mỹ chịu ảnh hưởng từ nhiều nguồn khác nhau, chủ yếu là châu Âu. Vì vậy, các tác phẩm cắm hoa kiểu Mỹ bắt đầu phản ánh sự tinh xảo, đối xứng và hình dạng của lý tưởng thiết kế châu Âu thời bấy giờ.

### Thời hiện đại
Vào giữa thế kỷ 20, cắm hoa nghệ thuật đã được coi như một loại hình nghệ thuật. Mặc dù các nhà thiết kế và cắm hoa hiện đại vẫn lấy cảm hứng từ các thiết kế tự nhiên của thế kỷ 19, nhưng các nhà thiết kế hiện đại có xu hướng muốn thoát khỏi các quy tắc và hạn chế cứng nhắc của các thiết kế thời kỳ trước. Điều này dẫn đến việc tạo ra các thiết kế trừu tượng trong cắm hoa hiện đại. Tuy nhiên, các nhà thiết kế hiện đại khác lại không cảm thấy bị thu hút bởi các thiết kế trừu tượng. Do đó, những nhà thiết kế này đã bắt đầu tạo ra các phong cách thiết kế mới. Các tác phẩm cắm hoa ngày nay được ra đời từ hai yếu tố này. Các tác phẩm cắm hoa hiện đại trải dài từ không trừu tượng, trong đó các mảnh và thành phần không được xử lý và sắp xếp một cách tự nhiên, đến trừu tượng hoàn toàn, không quan tâm đến các quy tắc và quy luật.
Ngày nay, có rất nhiều phong cách cắm hoa khác nhau, bao gồm: phong cách thực vật học, phong cách vườn (hand tied, compote hoặc armature), vòng hoa hình lưỡi liềm, vòng hoa nosegay, pot au fleur, inverted "T", hệ thống song song, đường nét phương Tây, thiết kế hàng rào, mille de fleur và cắm hoa hình tuyến tính chính thức.

## Thiết kế

### Nguyên tắc
Khi tạo ra các tác phẩm cắm hoa, các nhà thiết kế hoa thường phải áp dụng bảy nguyên tắc sau để tạo ra một tác phẩm đẹp và hấp dẫn. Bảy nguyên tắc này bao gồm:
- Tỷ lệ: Mối quan hệ giữa kích thước của các thành phần được sử dụng để tạo ra thiết kế (ví dụ: hoa, lá, bình hoa, phụ kiện).
- Kích thước: Mối quan hệ giữa kích thước tổng thể của thiết kế và bối cảnh mà nó được đặt trong.
- Cân bằng: Bao gồm cân bằng vật lý và cân bằng thị giác. Cân bằng vật lý là sự phân bố vật liệu và trọng lượng trên toàn bộ bố cục; bố cục phải ổn định và không có nguy cơ bị lật. Cân bằng thị giác là sự cân bằng của một bố cục khi nhìn thoáng qua. Có ba loại cân bằng thị giác: đối xứng, không đối xứng và mở.
- Trọng tâm: Đặc điểm chính của thiết kế và/hoặc thứ đầu tiên thu hút ánh nhìn của người xem.
- Nhịp điệu: Dòng chảy thị giác của bố cục. Yếu tố này nên khuyến khích ánh nhìn của người xem di chuyển vào trong, ra ngoài, lên trên và xuống dưới khi nhìn vào bố cục. Đạt được thông qua màu sắc, hình dạng, đường nét, kết cấu và không gian.
- Sự hài hòa : sự kết hợp hài hòa giữa màu sắc, chất liệu và kết cấu được sử dụng trong cách sắp xếp.
- Sự thống nhất : mọi thứ đều được sắp xếp có mục đích; đạt được khi 6 nguyên tắc còn lại được thực hiện theo thứ tự.

Điều quan trọng cần nhớ là không phải mọi bố cục đều sử dụng tất cả bảy nguyên tắc thiết kế. Ví dụ, các bố cục phong cách Baroque và Rococo của Pháp không bao gồm điểm nhấn. Các thiết kế Rococo cũng bỏ qua tỷ lệ; chúng cao hơn nhiều so với chiều rộng của chúng. Một số thiết kế truyền thống đã bỏ qua không gian (và do đó là một phần của nhịp điệu). Các nhà thiết kế trừu tượng hiện đại có thể bỏ qua hoàn toàn bảy nguyên tắc.

### Các yếu tố
Ngoài bảy nguyên tắc, còn có năm yếu tố thiết kế mà một nhà thiết kế phải ghi nhớ khi cắm hoa. Năm yếu tố này bao gồm:
- Đường nét: Cung cấp hình dạng và cấu trúc cho thiết kế. Đường nét cũng tạo ra các đường dẫn để mắt người xem theo dõi khi xem bố cục. Đường nét có thể được xác định rõ ràng (có thể nhìn thấy rõ ràng) hoặc ngụ ý (được gợi ý bởi những thay đổi về màu sắc, tông màu và kết cấu). Đường nét giúp xây dựng các chiều và hình dạng tổng thể của thiết kế.
- Màu sắc: Màu sắc của tác phẩm cắm hoa. Có rất nhiều bảng màu khác nhau, chẳng hạn như đơn sắc, tam sắc, tương tự hoặc bổ sung. Các bảng màu khác nhau tạo ra các hiệu ứng khác nhau đối với cảm giác của tác phẩm cắm hoa.
- Form: the height, width, and depth of the arrangement. Form also helps build the dimensions and overall shape of the design, much like Line.
- Không gian: Khoảng cách giữa các bông hoa, lá và các vật liệu khác. Không gian đảm bảo rằng mọi bông hoa đều có thể nhìn thấy và thiết kế không quá dính, chật chội, cách xa hoặc trống rỗng.
- Kết cấu: Các kết cấu khác nhau được sử dụng trong một bố cục. Kết cấu mang lại sự đa dạng và thú vị cho bố cục. Kết cấu là một cách mà nhà thiết kế hoa có thể đạt được nhịp điệu. Các kết cấu có thể mịn, nhăn, thô, bóng, v.v.

## Phương tiện nghệ thuật

### Tươi
Phần lớn phương tiện được sử dụng trong cắm hoa là phương tiện tươi hoặc sống. Phương tiện tươi bao gồm hoa và lá.

#### Hoa
Những bông hoa được sử dụng trong cắm hoa thường được chia thành bốn loại: hoa đường nét, hoa hình dạng, hoa khối và hoa phụ. Mỗi loại đều có vai trò riêng trong việc đạt được một yếu tố hoặc nguyên tắc thiết kế. Bốn loại được liệt kê như sau:
- Hoa đường nét: Những bông hoa có thân dài và mảnh, chẳng hạn như hoa cẩm chướng, hoa ly và hoa gladiolus. Hoa đường nét được sử dụng để tạo ra các đường nét thẳng và chiều cao trong tác phẩm cắm hoa.
- Hoa hình dạng: Những bông hoa có hình dạng rõ rệt, chẳng hạn như hoa hồng, hoa tulip và hoa iris. Hoa hình dạng được sử dụng để tạo ra các điểm nhấn và trọng tâm trong tác phẩm cắm hoa.
- Hoa khối: Những bông hoa có kích thước lớn và tròn, chẳng hạn như hoa cúc và hoa hướng dương. Hoa khối được sử dụng để tạo ra khối lượng và độ dày trong tác phẩm cắm hoa.
- Hoa phụ: Những bông hoa nhỏ và có nhiều màu sắc, chẳng hạn như hoa cúc họa mi và hoa baby's breath. Hoa phụ được sử dụng để lấp đầy các khoảng trống và tạo thêm độ mềm mại cho tác phẩm cắm hoa.

Điều đáng chú ý là chỉ vì một bông hoa được xếp vào một loại không có nghĩa là nó không thuộc các loại khác. Ví dụ, hoa cúc có thể được coi là cả hoa khối hoặc hoa phụ, tùy thuộc vào kích thước và loại hoa. Hoa môn và hoa lan có thể được coi là hoa hình dạng, cũng như hoa khối.

#### Tán lá
Giống như hoa, lá cũng có thể được chia thành bốn loại chính. Thông thường, chúng được sử dụng để làm nổi bật vẻ đẹp của hoa.
- Lá dòng (line foliage): Cành lá có hình dạng dài, mảnh, giống như một đường thẳng. Ví dụ: lá dương xỉ, lá cỏ lác, lá măng tây.
- Lá hình dạng (form foliage): Cành lá có hình dạng độc đáo, đặc trưng. Ví dụ: lá bạch quả, lá dương xỉ lá kim, lá liễu xoắn.
- Lá phụ (filler foliage): Cành lá có kích thước nhỏ, thường được sử dụng để lấp đầy khoảng trống trong các bó hoa hoặc cắm hoa. Ví dụ: lá nho, lá cẩm tú cầu, lá hoa hồng.
- Lá khối (mass foliage): Cành lá có kích thước lớn, thường được sử dụng để tạo điểm nhấn trong các bó hoa hoặc cắm hoa. Ví dụ: lá cọ, lá dương xỉ lùm, lá bạch đàn.

### Bảo quản
Các vật liệu khô như vỏ cây, gỗ, hoa khô, cụm hoa khô (và thường có mùi thơm), lá, khung xương lá và các vật liệu bảo quản khác là những phần mở rộng phổ biến của nghệ thuật và phương tiện thiết kế hoa. Chúng có tầm quan trọng thực tế vì chúng tồn tại vô thời hạn và không phụ thuộc vào mùa. Các vật liệu của chúng mang lại hiệu ứng và liên tưởng bổ sung cho và tương phản với hoa tươi và lá.

## Công cụ

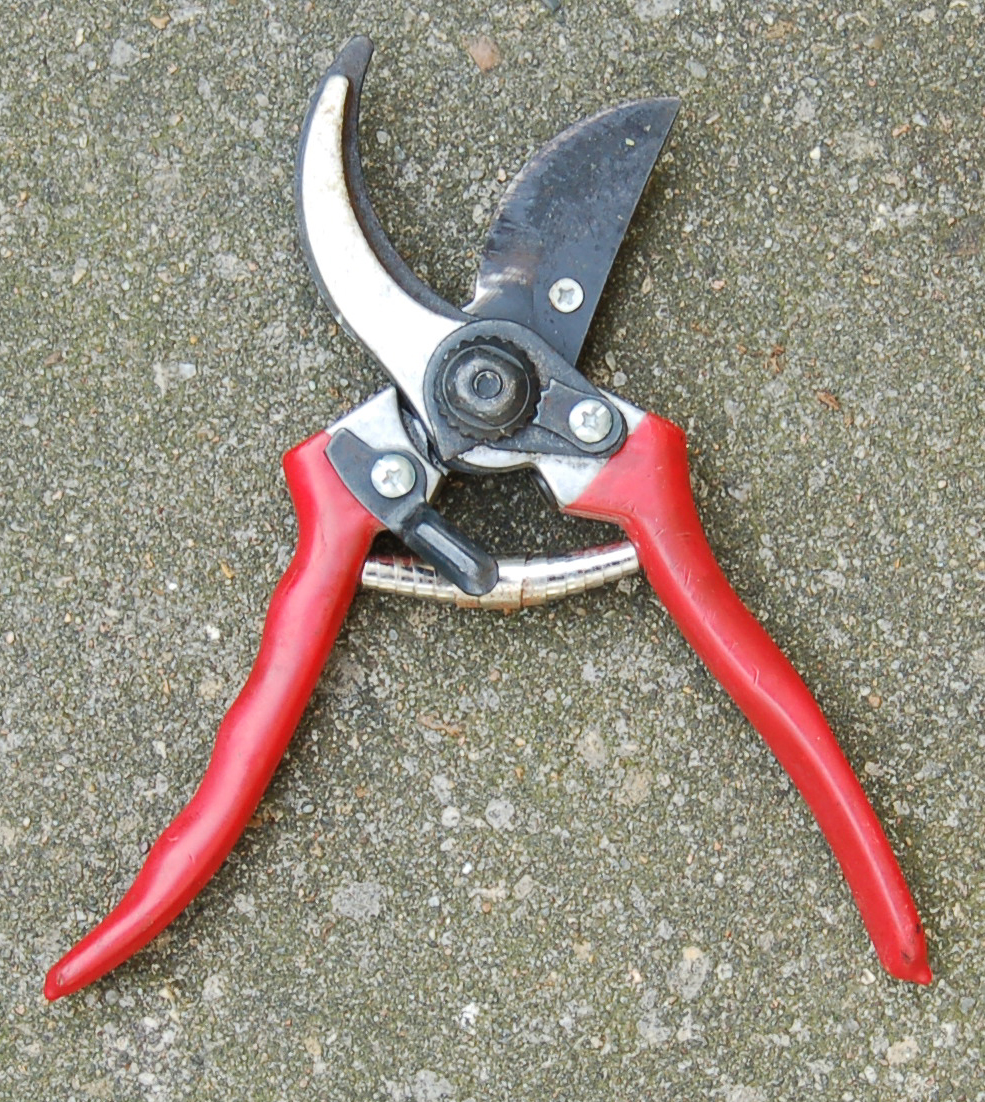
Kéo được sử dụng cắm hoa.

Để tạo ra một tác phẩm sắp xếp hoa, một nhà thiết kế hoa cần sử dụng nhiều loại dụng cụ khác nhau. Nhìn chung, các công cụ phổ biến nhất là băng keo hoa, băng keo chậu, keo dán, nậm cắm hoa, dụng cụ cắt, xốp cắm hoa, bình đựng và dây thép. Bình hoa và các vật đựng khác được sử dụng để giữ các tác phẩm sắp xếp hoa.  Xốp cắm hoa là một miếng xốp dày đặc giữ độ ẩm và giữ cho hoa cố định tại chỗ. Trong những năm gần đây, đã có nhiều tranh cãi về tác động môi trường của xốp cắm hoa, cũng như những tác động sức khỏe tiêu cực tiềm ẩn từ việc hít phải bụi được tạo ra từ xốp chưa ngâm nước. Tuy nhiên, xốp cắm hoa vẫn là một công cụ thiết yếu trong thiết kế hoa.
Dụng cụ cắt, chẳng hạn như dao cắm hoa, kéo cắt hoa, kéo cắt cành và kéo cắt ruy băng có thể được sử dụng để cắt nhiều loại vật liệu khác nhau trong thiết kế hoa. Các công cụ dính bao gồm băng dính hoa, băng dính chậu, keo dán hoa (còn gọi là keo lạnh) và keo nóng.

## Giáo dục
Với sự quan tâm ngày càng tăng đối với thiên nhiên và hoa, ngành công nghiệp hoa tiếp tục phát triển. Số lượng các cơ sở giáo dục cung cấp đào tạo thiết kế hoa đã mở rộng, trường thiết kế được chứng nhận và thậm chí cả trường trung học trên khắp thế giới. Các trường dạy các khóa học thiết kế hoa dạy các kỹ thuật cắm hoa, nhận dạng cây trồng, chăm sóc lá và hoa cho cả vật liệu tươi và bảo quản, hoạt động của cửa hàng hoa bán lẻ và cách đặt và nhận đơn đặt hàng hoa. Hầu hết các chương trình này đều cấp cho học sinh chứng chỉ hoặc bằng cấp về thiết kế hoa, quản lý cửa hàng hoặc nghệ nhân.
Các khóa học thiết kế hoa thường rẻ hơn so với hầu hết các chương trình giáo dục đại học, và có thể có giá từ $125 USD đến hơn $25,000 USD. Hầu hết các khóa học mất khoảng sáu đến mười tám tháng để hoàn thành.

## Cộng đồng

### Cửa hàng

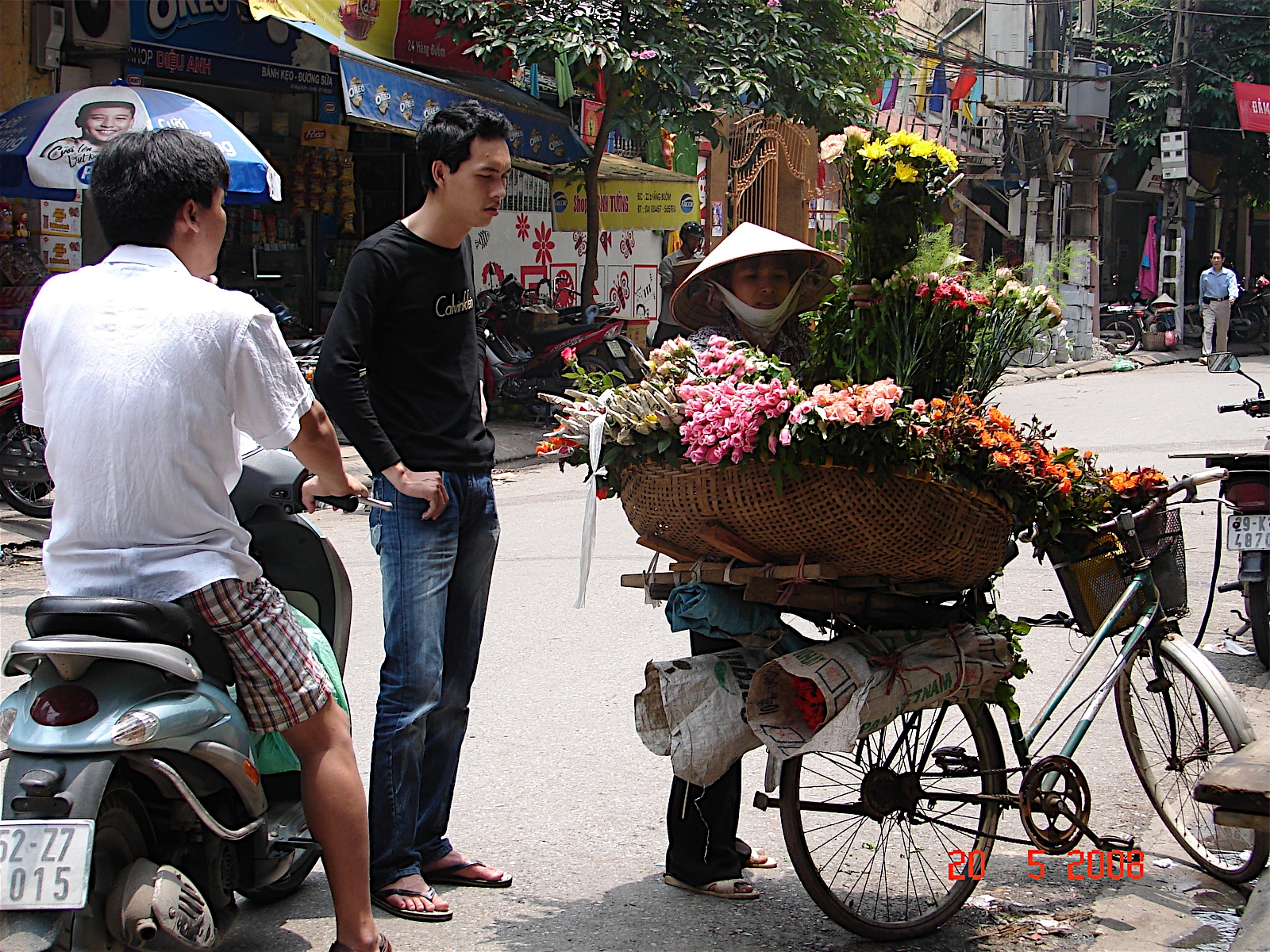
Một người bán hoa bằng xe đạp trên phố ở Hà Nội, Việt Nam.

Cửa hàng hoa là một loại hình doanh nghiệp tạo ra và bán các thiết kế hoa. Cửa hàng hoa thường có nhiều loại hoa và lá khác nhau để sử dụng để tạo ra các kiểu cắm hoa, có thể được đặt hàng theo yêu cầu hoặc được thiết kế sẵn. Cửa hàng hoa thường nhận được phần lớn doanh thu của họ trong các ngày lễ và sự kiện sau: Giáng sinh, Ngày lễ tình nhân, Ngày của Mẹ, Lễ Các Đẳng, Mùa Vọng, Lễ Phục sinh, đám cưới và đám tang.

### Người bán hàng rong
Những người bán hoa và bó hoa trên đường phố được gọi là người bán hoa. Người bán hoa phổ biến ở các quốc gia như Mexico, Ấn Độ, Việt Nam và các bang Tây Nam ở Hoa Kỳ.

### Các hiệp hội
Các hiệp hội ngành hoa nổi tiếng trên thế giới bao gồm Viện Thiết kế Hoa Hoa Kỳ (AIFD), Hiệp hội Hoa Mỹ (SAF) và Hiệp hội Quốc gia về Cắm hoa (NAFAS). Tại Hoa Kỳ, cũng có rất nhiều tổ chức trồng trọt hoa và thiết kế hoa cho gần như tất cả 50 tiểu bang trong cả nước. Các hiệp hội này quảng bá thiết kế hoa thông qua các hội thảo, hội nghị, triển lãm hoa và hội thảo.